# Hydrothauma manicatum
Hydrothauma es un género monotípico de plantas herbáceas de la familia de las poáceas. Su única especie: Hydrothauma manicatum C.E.Hubb., es originaria del sur de África tropical.

## Descripción
Es una planta acuática anual con tallos herbáceos; ramificada anteriormente y hojas no agregadas, basales, la hojas son lineares (las láminas emergentes con laminillas longitudinal sinuoso adaxialmente) ; estrechas; pseudopecioladas (las hojas de las hojas inferiores flotando en sus largos pecíolos) . La lígula es una membrana con flecos. Plantas bisexuales, con espiguillas bisexuales; con flores hermafroditas. Inflorescencia corta, delgada, en un solo racimo (con espiguillas pareadas), o paniculada ; espigada; no digitada; espateada; no comprende inflorescencias parciales y de los órganos foliares. 

## Taxonomía
Hydrothauma manicatum fue descrita por Charles Edward Hubbard y publicado en Hooker's Icones Plantarum 35: t. 3458. 1947.